# Bruno Fritsch (Wirtschaftswissenschaftler)

Bruno Fritsch (1995)

Bruno Fritsch (* 24. Juli 1926 in Prag; † 4. Februar 2009; heimatberechtigt in Basel) war ein Schweizer Wirtschaftswissenschaftler und Professor an der ETH Zürich.

## Leben
Fritsch studierte von 1946 bis 1952 Nationalökonomie an den Universitäten Prag und Basel, wo er 1952 zum Dr. rer. pol. promovierte. Von 1952 bis 1957 arbeitete er als wissenschaftlicher Mitarbeiter am Basler Forschungszentrum für Wirtschafts- und Finanzfragen, dessen Geschäftsleiter er von 1957 bis 1959 war. 1957 besuchte er das Harvard International Seminar bei Henry Kissinger. 1958 habilitierte er sich an der Universität Basel für Volkswirtschaftslehre. Von 1959 bis 1963 war er ordentlicher Professor für Volkswirtschaft an der Technischen Universität Karlsruhe. Von 1962 bis 1965 war er ordentlicher Professor für Volkswirtschaftslehre und Leiter der Volkswirtschaftlichen Abteilung des Südasien-Instituts an der Universität Heidelberg. 1965 wurde er zum ordentlichen Professor für Nationalökonomie der ETH Zürich gewählt und stand zwischen 1976 und 1980 dem Institut für Wirtschaftsforschung vor. Er war der Mitbegründer des 1972 an der ETH Zürich eingeführten Nachdiplomstudiums über Probleme der Entwicklungsländer (NADEL). Er emeritierte 1992.

## Forschung
Fritschs Schwerpunkte in Forschung und Lehre lagen in der Entwicklungsökonomie, der Umweltökonomie sowie der Energieökonomie. Viele seiner Arbeiten befassten sich mit dem Spannungsfeld von Wirtschaft, Technik und Umwelt im globalen Kontext. Seine Begeisterung für disziplinenübergreifende Zusammenarbeit gab er auch an die Studierenden weiter. Eine grosse Anzahl von Veröffentlichungen dokumentiert die fruchtbare und oft unkonventionelle Forschungs- und Lehrtätigkeit von Fritsch. Die hohe Wertschätzung, die er genoss, kam auch in vielen Gastaufenthalten an ausländischen Hochschulen und Forschungseinrichtungen sowie in wissenschaftlichen Beratungstätigkeiten im In- und Ausland zum Ausdruck.

## Gastprofessuren und Fellowships
- 1958–1959 Gastprofessor an der Universität Basel
- 1960–1965 Gastprofessor am Collège d’Europe in Brügge
- 1967, 1969 und 1974 Gastprofessor an der Harvard Summer School
- 1971 Gastprofessor an der Australian National University in Canberra
- 1977 Gastprofessor am Salzburg Seminar in American Studies
- 1978 Fellow am Study Center der Rockefeller-Stiftung in Bellagio
- 1982/83 Fellow am Wissenschaftskolleg in Berlin
- 1983–1985 Gastprofessor an der European University in Florenz
- 1990–1991 Gastprofessor am Department of Economics der Universität Sydney
- 1990–1992 Gastprofessor am Forschungsinstitut des Finanzministeriums in Prag
- 1992 (zusammen mit Hannes Flühler) Delegierter der ETHZ am Erdgipfel in Rio de Janeiro[1]

## Mitgliedschaften und Auszeichnungen
- 1970–1980 Präsident Vereinigung für Zukunftsforschung[2]
- seit 1983 Mitglied der Forschungsgruppe WIE (Wirtschaft, Energie, Investitionen) an der Kernforschungsanstalt Jülich[2]
- 1983–2009 Stiftungsrat der Stiftung Weltgesellschaft[3]
- 1983–2006 Mitgründer sowie Mitglied des Stiftungsrats der Bär-Kaelin Stiftung[3]
- 1983–1985 Berater der Asian Development Bank und der Planungskommission von Bangladesch in Energiefragen[2]
- seit 1984 Präsident der Schweizerischen Vereinigung der Energiewirtschafter (Swiss Chapter, IAEE)[2]
- 1986 Mitglied der vom Bundesrat eingesetzten Expertengruppe Energieszenarien (EGES)[1]
- 2000 Mitglied der Zukunftskommission Baden-Württemberg von Ministerpräsident Lothar Späth[3]

## Publikationen (Auswahl)
- Die Geld- und Kredittheorie von Karl Marx. Eine Darstellung und kritische Würdigung. Diss. staatswiss. Universität Basel, 1952.
- Geschichte und Theorie der amerikanischen Stabilisierungspolitik 1933–1939/1946–1953. Polygraphischer Verlag, Zürich 1953.
- mit Gerhard Kocher: Zukunftsforschung in der Schweiz (= Staat und Politik. Band 10). Paul Haupt, Bern 1970.
- Bildung – Luxus oder Überlebenschance? Artemis, Zürich 1973, ISBN 3-7608-0329-6.
- Wachstumsbegrenzung als Machtinstrument. Deutsche Verlags-Anstalt, Stuttgart 1974, ISBN 3-421-01693-3.
- Das Prinzip Offenheit. Anmerkungen zum Verhältnis von Wissen und Politik. Günter Olzog, München 1985.
- Mutmassungen über «entfernte Zukunft». Referat der 24. Sitzung der Studiengruppe Energieperspektiven, Baden, 26. Juni 1986 (Dokumentation. Nr. 24). Studiengruppe Energieperspektiven, Aarau 1986.
- Mensch, Natur, Gesellschaft. Evolutionsgeschichtliche Aspekte des Energieproblems. Institut für Wirtschaftsforschung, Zürich 1989.